# Christian Bernard
Pour les articles homonymes, voir Bernard.

Christian Bernard est un directeur de musée et de festival d’art. Après avoir dirigé la Villa Arson à Nice, il est en 1994 le premier directeur du Mamco, musée d'art contemporain de Genève,,,,, qu'il dirige en collaboration avec Françoise Ninghetto. Il y a notamment organisé la dernière exposition du vivant de Martin Kippenberger. En 2016, Lionel Bovier lui succède à la tête de l'institution. Depuis 2016, il est directeur du Printemps de Septembre à Toulouse.

## Biographie
Né à Strasbourg le 9 février 1950, il y suit des études classiques au lycée Fustel de Coulanges. Découvre la poésie puis le surréalisme et l’art moderne au milieu des années 1960. Rencontre Vincent Bounoure en 1966. Rejoint Édouard Jaguer et le mouvement Phases en 1968, année durant laquelle il participe aux événements de mai-juin et publie à l’automne H, un livre de poèmes avec des dessins d’Antoine Bernhart. Fonde et anime le groupe La Main à proie jusqu’en 1971.
Quitte alors Phases et poursuit ses études de Lettres et de Philosophie à l’université de Strasbourg (1968-1974). Il suit notamment les cours de Philippe Lacoue-Labarthe et de Jean-Luc Nancy, tout en menant une activité de critique d’art qui l’associera au journal Canal. Il enseigne le français puis la philosophie à titre contractuel jusqu’en 1982, date à laquelle il entre au ministère de la Culture et est nommé Conseiller artistique régional à la DRAC Rhône-Alpes. Il y contribue à la mise en place de la politique de décentralisation culturelle conduite par Jack Lang, crée en particulier le Frac Rhône-Alpes, mène des commandes publiques telles que celle de Richard Serra à l’abbaye de Brou à Bourg-en-Bresse et accompagne la gestation ou le développement des nouveaux musées de Grenoble et de Saint-Etienne ou des centres d’art contemporain de Villeurbanne (Nouveau Musée) et de Grenoble (Magasin).
En 1985, il est nommé « directeur artistique et pédagogique » de la Villa Arson à Nice. Cet établissement du ministère de la Culture réunit une école d’art, un centre d’art et une résidence d’artistes dans un bâtiment moderniste de Michel Marot. Christian Bernard y conduit un renouvellement complet de l’offre et des méthodes d’enseignement et une politique d’association des étudiants aux activités du Centre national d’art contemporain. On compte parmi les anciens étudiants de cette période :  Ghada Amer, le groupe BP, Jean-Luc Blanc, Michel Blazy, Pascal Broccolichi, Martin Caminiti, Béatrice Cussol, Brice Delsperger, Dominique Figarella, Anne Gérard, Philippe Gronon, Natacha Lesueur, Philippe Mayaux, Pascal Pinaud, Philippe Ramette, Philippe Sommerhalter, Tatiana Trouvé, Jean-Luc Verna ou Emmanuelle Villard. On peut retenir parmi les expositions réalisées entre 1986 et 1994 les monographies consacrées à Niele Toroni, Didier Vermeiren, Claudio Parmiggiani, stanley brouwn, Franz-Erhard Walther, Martin Kippenberger ou Maurizio Nannucci, le triptyque constitué par No Man’s Time, Le Désenchantement du monde et Le Principe de réalité, la série sur la sculpture dans la Galerie carrée ou le cycle continu Sous le soleil exactement, à l’échelle de tout le site de la Villa Arson. Christian Besson et Axel Huber étaient associés à la conception et à la mise en œuvre des expositions.
Le 22 septembre 1994, Christian Bernard inaugure le Musée d’art moderne et contemporain de Genève (Mamco) qu’il a conçu et élaboré depuis 1991,,,. Il le dirigera jusqu’à fin 2015. Plus encore que les expositions rétrospectives consacrées dans la plus grande partie du musée à M. Kippenberger, C. Parmiggiani, Thomas Huber, Sarkis, John M Armleder, Bertrand Lavier, Sylvie Fleury, F. E. Walther, Steven Parrino ou Jim Shaw, c’est la pratique muséologique elle-même qui était le cœur de l’activité du Mamco. On peut la résumer en quelques grands principes qui consistent à considérer le musée comme un « dispositif expositionnel » en reconfiguration permanente. Pas d’opposition entre expositions temporaires et présentation des collections, ni dans les espaces ni dans les modes d’accrochages ; renouvellement quasi complet de l’offre globale du musée trois fois l’an ; politique éditoriale dissociée des expositions et centrée sur les écrits d’artistes ou les essais sur l’art plutôt que sur les catalogues ; développement d’une onomastique généralisée, appliquée aux salles, aux expositions, aux séquences et aux cycles d’expositions ; gestion évolutive de salles monographiques permanentes ou semi-permanentes (Siah Armajani, Christo, Claude Rutault, Sarkis, F. E. Walther, Philippe Thomas, Gérard Collin-Thiébaut, collection Yoon Ja et Paul Devautour) en association avec les artistes ; délégation à des artistes de la programmation de certains espaces (Suite genevoise avec John M Armleder, Büro Kippenberger).
Avec le Mamco, Christian Bernard a dirigé l’accompagnement artistique de la Ligne B du tramway de Strasbourg ainsi que du tramway des boulevards des Maréchaux Est à Paris. De même a-t-il été le commissaire de l’exposition Claude Lévêque dans le Pavillon français de la Biennale de Venise (2009), et le directeur artistique du festival le Printemps de septembre à Toulouse en 2008 et 2009. De 2016 à 2021, il a dirigé ce festival et en a assuré les éditions 2016, 2018, 2021.
Au cours de ses activités de curateur et de directeur de musée Christian Bernard a publié de nombreux textes critiques et donné de nombreux entretiens. On retiendra sa réflexion sur le futur incertain du musée ou ses commentaires sur l’exposition du et dans le musée.
En 2020, il fonde avec Ho-Sook Kang (décédée fin 2021) les éditions Walden qui ont notamment publié la première édition bilingue intégrale des Sonnets de Walter Benjamin traduits par Michel Métayer avec un essai d’Antonia Birnbaum ou Comme un chien qui danse, catalogue de l’exposition personnelle de Natacha Lesueur à la Villa Médicis à Rome (2021).
Depuis 1966 (Faire-part, poème-tract), Christian Bernard écrit et publie des poèmes en revues et en volumes. Les éditions Walden n ont ainsi fait paraître une cinquantaine de « Lettres » qui témoignent de cette activité maintenue confidentielle.

## Publications

### Poèmes (choix)
H, avec des dessins d’Antoine Bernhart, Strasbourg, Librairie 24, 1968.
Petite Forme, Paris, Sitaudis, 2012.
Élégie Ithaque, Trémas, Walden n, Lettre 27, 2013.
Feux de position, Trémas, Walden n, Lettre 52, 2021.
Fabules, avec 50 collages d’Hippolyte Hentgen, Trémas, Walden n, 2022.